# Jimmy Young
Jimmy Young (14 de noviembre de 1948 - 20 de febrero de 2005) fue un boxeador estadounidense de la categoría del peso pesado, conocido por su estilo defensivo. Su época más exitosa fue a mediados del decenio de 1970, en la que destaca una victoria sobre George Foreman en 1977.
Young peleó con muchos púgiles importantes, tales como Muhammad Alí, Ron Lyle y Ken Norton.

## Trayectoria
Young fue mal dirigido al principio de su carrera boxística, pero luego empezó una racha ganadora en la que, por ejemplo, venció en dos ocasiones al temido pegador Ron Lyle.
La carrera de Jimmy Young estuvo marcada principalmente por su combate contra Muhammad Alí el 30 de abril de 1976 en Landover, Maryland. Tras dominar el inicio de la pelea, Young llegó al final de los 15 asaltos a los que estaba programada, pero, en una decisión controvertida, los jueces dieron la victoria pr unanimidad a Alí, quien retuvo el título mundial.
Para competir de nuevo por el campeonato mundial, Young eligió enfrentarse a uno de los boxeadores más temidos de la época: George Foreman, quien había regresado a los cuadriláteros después de su derrota contra Mohammed Alí en Zaire. La pelea contra Foreman, disputada el 17 de marzo de 1977 en Puerto Rico, sorprende a muchos aficionados, que no esperaban que Young dominara a su oponente. El combate se saldó con la victoria de Young por unanimidad y fue elegida como la pelea del año 1977 por la revista RING MAGAZINE.
Para volver a aspirar al título mundial, se enfrentó Ken Norton en Las Vegas en noviembre de 1977. En un combate muy competido, los jueces dieron esta vez la victoria a los puntos a Norton.
En 1981, después de estar casi un año sin boxear, Young reapareció ganando cinco combates seguidos, entre ellos uno al entonces invicto Gordon Racette. En 1982, sin embargo, el regreso de Young se vio interrumpido cuando fue derrotado por el futuro campeón Greg Page.
Young continuó su carrera combinando victorias y derrotas hasta que finalmente, en 1988, a la edad de 39 años, anunció su retirada.
Jimmy Young murió de un infarto de miocardio el 20 de febrero de 2005 a la edad de 56 años, después de seis días de estancia en el hospital. Fue enterrado en el cementerio Mount Peace de Filadelfia.

## Combates
| N.º | Resultado    | V-D-N-ND  | Rival              |      | Asalto  | Fecha      | Localidad       |
| --- | ------------ | --------- | ------------------ | ---- | ------- | ---------- | --------------- |
| 57  | Victoria     | 35-19-2-1 | Carl Porter        | KOT  | 2 (6)   | 22/9/1990  | Biloxi          |
| 56  | Victoria     | 34-19-2-1 | Frank Lux          | KOT  | 10 (10) | 13/8/1988  | Saint Joseph    |
| 55  | Derrota      | 33-19-2-1 | Tim Anderson       | PTS  | 10      | 4/6/1988   | Fort Myers      |
| 54  | Victoria     | 33-18-2-1 | Rick Kellar        | PTS  | 10      | 9/4/1988   | Joplin          |
| 53  | No disputado | 32-18-2-1 | Mike Jameson       | -    | 2 (10)  | 9/8/1987   | Sao Paulo       |
| 52  | Derrota      | 32-18-2   | Eddie Richardson   | PTS  | 10      | 7/1/1987   | Tucson          |
| 51  | Derrota      | 32-17-2   | Chuck Gardner      | PTS  | 8       | 15/10/1986 | Hamel           |
| 50  | Victoria     | 32-16-2   | Rocky Serosky      | PTS  | 10      | 12/3/1986  | Bloomington     |
| 49  | Victoria     | 31-16-2   | Rocky Serosky      | PTS  | 10      | 20/1/1986  | Marshall        |
| 48  | Derrota      | 30-16-2   | Tony Fulilangi     | PTS  | 10      | 1/11/1985  | Fénix           |
| 47  | Derrota      | 30-15-2   | Tony Tucker        | PTS  | 10      | 22/9/1984  | Grand Rapids    |
| 46  | Derrota      | 30-14-2   | Tony Tubbs         | PTS  | 10      | 10/4/1983  | Pittsburgh      |
| 45  | Derrota      | 30-13-2   | Philipp Brown      | PTS  | 10      | 29/8/1982  | Lake Charles    |
| 44  | Derrota      | 30-12-2   | Pat Cuillo         | PTS  | 10      | 13/7/1982  | Atlantic City   |
| 43  | Derrota      | 30-11-2   | Greg Page          | PTS  | 12      | 2/5/1982   | Atlantic City   |
| 42  | Victoria     | 30-10-2   | Tommy Thomas       | PTS  | 10      | 6/11/1981  | Pittsburgh      |
| 41  | Victoria     | 29-10-2   | Tom Fischer        | PTS  | 10      | 26/9/1981  | Las Vegas       |
| 40  | Victoria     | 28-10-2   | Jeff Sims          | PTS  | 10      | 10/7/1981  | West Palm Beach |
| 39  | Victoria     | 27-10-2   | Marvin Stinson     | PTS  | 10      | 30/6/1981  | Atlantic City   |
| 38  | Victoria     | 26-10-2   | Gordon Racette     | KOT  | 10 (10) | 10/4/1981  | Nanaimo         |
| 37  | Derrota      | 25-10-2   | Gerry Cooney       | RET. | 4 (10)  | 25/5/1980  | Atlantic City   |
| 36  | Victoria     | 25-9-2    | Don Halpin         | KOT  | 2 (10)  | 8/3/1980   | McAfee          |
| 35  | Victoria     | 24-9-2    | John Lewis Gardner | PTS  | 10      | 4/12/1979  | Londres         |
| 34  | Derrota      | 23-9-2    | Michael Dokes      | PTS  | 10      | 28/9/1979  | Las Vegas       |
| 33  | Victoria     | 23-8-2    | Wendell Bailey     | KOT  | 3 (10)  | 22/6/1979  | Nueva York      |
| 32  | Derrota      | 22-8-2    | Ossie Ocasio       | PTS  | 10      | 27/1/1979  | San Juan        |
| 31  | Derrota      | 22-7-2    | Ossie Ocasio       | PTS  | 10      | 9/6/1978   | Las Vegas       |
| 30  | Derrota      | 22-6-2    | Ken Norton         | PTS  | 15      | 5/11/1977  | Las Vegas       |
| 29  | Victoria     | 22-5-2    | Jody Ballard       | PTS  | 10      | 14/9/1977  | Las Vegas       |
| 28  | Victoria     | 21-5-2    | George Foreman     | PTS  | 12      | 17/3/1977  | San Juan        |
| 27  | Victoria     | 20-5-2    | Ron Lyle           | PTS  | 12      | 16/11/1976 | San Francisco   |
| 26  | Victoria     | 19-5-2    | Mike Boswell       | KOT  | 4 (10)  | 11/9/1976  | Utica           |
| 25  | Victoria     | 18-5-2    | Lou Rogan          | KOT  | 2 (10)  | 2/9/1976   | Filadelfia      |
| 24  | Derrota      | 17-5-2    | Muhammad Alí       | PTS  | 15      | 30/4/1976  | Landover        |
| 23  | Victoria     | 17-4-2    | José Román         | PTS  | 10      | 20/2/1976  | Hato Rey        |
| 22  | Victoria     | 16-4-2    | Memphis Al Jones   | KOT  | 2 (10)  | 11/11/1975 | Filadelfia      |
| 21  | Victoria     | 15-4-2    | Bobby Lloyd        | KOT  | 5 (10)  | 16/8/1975  | Scranton        |
| 20  | Victoria     | 14-4-2    | Ron Lyle           | PTS  | 10      | 11/2/1975  | Honolulu        |
| 19  | Nulo         | 13-4-2    | Earnie Shavers     | PTS  | 10      | 26/11/1974 | Landover        |
| 18  | Victoria     | 13-4-1    | José Luis García   | PTS  | 10      | 6/7/1974   | Caracas         |
| 17  | Victoria     | 12-4-1    | Les Stevens        | PTS  | 10      | 22/4/1974  | Londres         |
| 16  | Victoria     | 11-4-1    | John Jordan        | PTS  | 6       | 4/3/1974   | Landover        |
| 15  | Victoria     | 10-4-1    | Richard Dunn       | KOT  | 8 (10)  | 18/2/1974  | Londres         |
| 14  | Nulo         | 9-4-1     | Billy Aird         | PTS  | 8       | 22/10/1973 | Londres         |
| 13  | Victoria     | 9-4       | Mike Boswell       | PTS  | 6       | 14/8/1973  | Filadelfia      |
| 12  | Victoria     | 8-4       | Obie English       | PTS  | 6       | 23/4/1973  | Filadelfia      |
| 11  | Derrota      | 7-4       | Earnie Shavers     | KOT  | 3 (10)  | 19/2/1973  | Filadelfia      |
| 10  | Derrota      | 7-3       | Randy Neumann      | PTS  | 10      | 10/3/1972  | Nueva York      |
| 9   | Victoria     | 7-2       | Jasper Evans       | PTS  | 6       | 11/2/1972  | Nueva York      |
| 8   | Victoria     | 6-2       | Lou HIcks          | PTS  | 8       | 26/10/1971 | Filadelfia      |
| 7   | Victoria     | 5-2       | Andy Geiger        | KO   | 1 (6)   | 27/9/1971  | Filadelfia      |
| 6   | Derrota      | 4-2       | Roy Williams       | PTS  | 4       | 22/2/1971  | Filadelfia      |
| 5   | Victoria     | 4-1       | Howard Darlington  | PTS  | 6       | 24/11/1970 | Filadelfia      |
| 4   | Victoria     | 3-1       | Jimmy Gilmore      | PTS  | 4       | 22/6/1970  | San Diego       |
| 3   | Derrota      | 2-1       | Clay Hodges        | PTS  | 6       | 3/4/1970   | San Diego       |
| 2   | Victoria     | 2-0       | Johnny Gause       | PTS  | 6       | 9/12/1969  | Filadelfia      |
| 1   | Victoria     | 1-0       | Jim Jones          | KOT  | 1 (4)   | 28/10/1969 | FIladelfia      |

Disputa el título mundial de los pesos pesados de la Asociación Mundial de Boxeo (AMB) y del Consejo Mundial de Boxeo (CMB) ante Muhammad Alí (30 de abril de 1976).